# Taralezhite se razhdat bez bodli
Taralezhite se razhdat bez bodli é um filme de drama búlgaro de 1971 dirigido e escrito por Dimitar Petrov. Foi selecionado como representante da Bulgária à edição do Oscar 1972, organizada pela Academia de Artes e Ciências Cinematográficas.

## Elenco
- Ivaylo Dzhambazov - Tedi
- Neyko Neykov - Koko
- Petar Peychev - Denbi
- Andrey Slabakov - Kancho
- Ivan Arshinkov - Nasko
- Dimitar Tzonev - Mitko
- Sarkis Muhibyan - Bay Tanas